# Wilków (Opole)
Wilków è un comune rurale polacco del distretto di Namysłów, nel voivodato di Opole.
Ricopre una superficie di 100,57 km² e nel 2004 contava 4 691 abitanti.